# 聖セバスティアヌスの殉教 (ピエロ・デル・ポッライオーロ)
『聖セバスティアヌスの殉教』（せいセバスティアヌスのじゅんきょう、伊: Martirio di San Sebastiano, 英: Martyrdom of Saint Sebastian）は、ピエロ・デル・ポッライオーロの作品である。フィレンツェのプッチ家から委嘱され、現在はロンドンのナショナル・ギャラリーに所蔵されている。

## 歴史
プッチ家は、フィレンツェのサンティッシマ・アヌンツィアータ教会にある、聖セバスティアヌスに捧げられた同家用礼拝堂の祭壇画として本作品を委嘱した。この礼拝堂には、古代ローマ時代に殉教した百人隊長聖セバスティアヌスの腕の骨が聖遺物として所蔵されていたので、聖セバスティアヌスの主題が選ばれたのであろう。ジョルジョ・ヴァザーリは作品を1475年の制作としているが、ピエロの兄でより有名で芸術的に才能のあるアントニオに誤って帰属させている。それは最近まで続いていた誤りであった。
ロベルト・プッチは修復を口実に礼拝堂から作品を撤去したが、1857年にロンドンのナショナル・ギャラリーに売却した。

## 分析
ポッライオーロ兄弟のうち、兄のアントニオは金細工師兼彫刻家として修業を積み、弟のピエロは第一に画家として修業を積んだ。アントニオは、有名な銅版画『10人の裸体の男たちの闘争』で当時のフィレンツェで大きな影響力を持った。アントニオは裸体像の表現に熟達していて、ルネサンス期に人体解剖を行った最初の芸術家として知られているが、この版画はその後のヨーロッパの芸術において、激しい動きを示している男性像の手本を提供した。アントニオの弟ピエロは、アントニオからそのような人体表現を学んでいるであろう。さらに版画に表されている違う視点から見た同じ人物像も、このピエロの絵画に使用されている。
左端に見える古代ローマの凱旋門の遺跡は、アントニオの古代ローマ世界への関心を示している。遺跡はまた、キリスト教の新しい世界にとって代わられる古い異教世界の象徴である。聖セバスティアヌスは木の切り株の上に立っているが、これは磔刑のキリストを示唆するだけでなく、古代ギリシャ・ローマの運動競技者をも象徴している。
作品はピエロの傑作と見なされており、ポーズや動きの通常の自然さを放棄することなく、以前の作品よりも構図をより厳密に幾何学的に制御している。前景の四人の射手は二つの対称的なポーズを形成し、中央の二人は弓を番えているところである。聖セバスティアヌスが括りつけられている中央の支柱の両側では、完全なバランスを保った状態で、端にいる二人が弓を射ている。
風景はフランドル絵画と同じように空気遠近法で描かれているが、フィレンツェ近郊のアルノ川流域に似ており、実景をもとにしていると考えられる。
フランドル風の風景の中で聖セバスティアヌスの姿を孤立させている、ボッティチェッリによるほぼ同時代の作品と、本作品とは対照的である。一方、ボッティチェッリの絵画から借用しているのは、フランチェスコ・ボッティチーニによる『聖セバスティアヌス』で、以前はアンドレア・デル・カスターニョに帰属されていた。この作品の制作年は1474年の直後である。

## ギャラリー

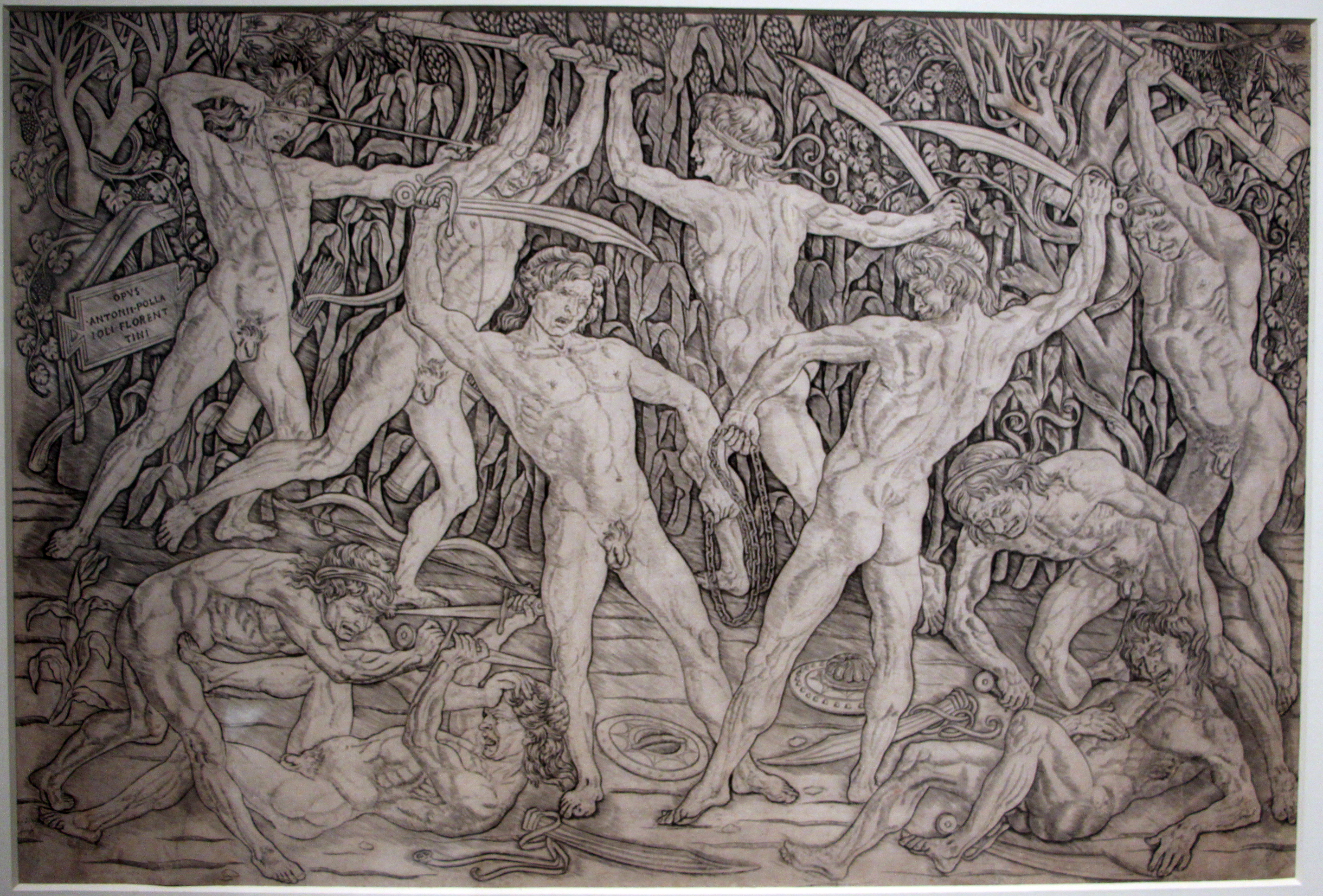
アントニオ・デル・ポッライオーロ『10人の裸体の男たちの闘争』(1465年ごろ)
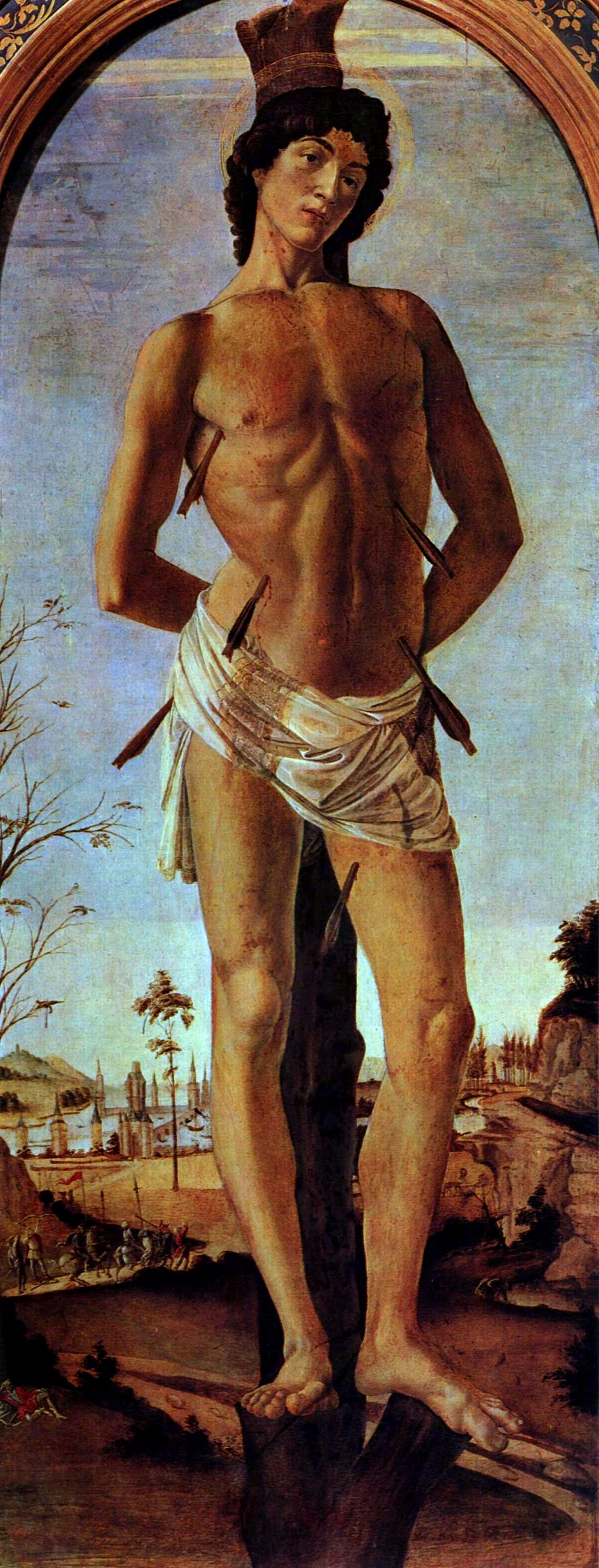
サンドロ・ボッティチェッリ、 『聖セバスティアヌス』、ベルリン絵画館、1474年
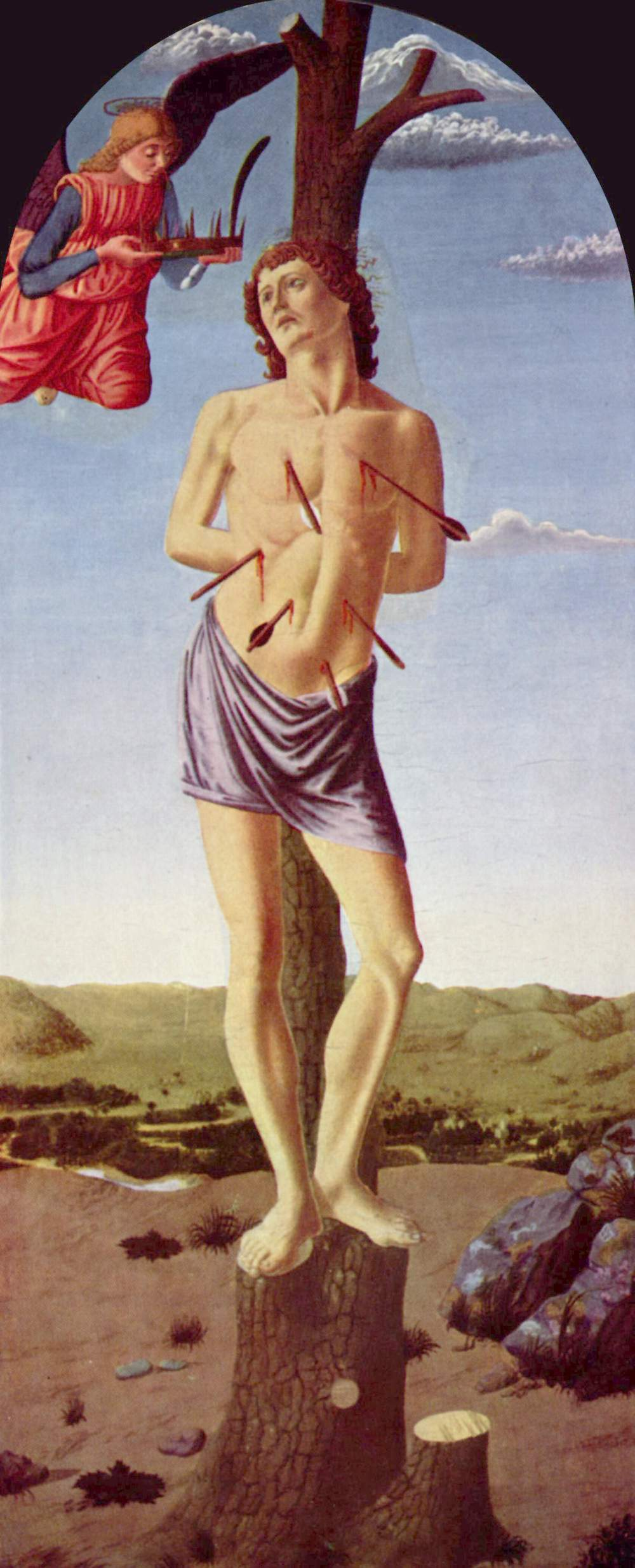
フランチェスコ・ボッティチーニ、『聖セバスティアヌス』、ニューヨーク、メトロポリタン美術館、1474年以降